# Juniville (tổng)
Tổng Juniville là một tổng ở tỉnh Ardennes trong vùng Grand Est.
Tổng này được tổ chức xung quanh Juniville ở quận Rethel. Độ cao trung bình là 109 m.

## Hành chính
| Giai đoạn | Ủy viên       | Đảng | Tư cách                       |
| --------- | ------------- | ---- | ----------------------------- |
| 2004      | Jean Verzeaux | UMP  | Thị trưởng Ville-sur-Retourne |

## Các đơn vị hành chính
Tổng Juniville gồm 13 xã với dân số 4 079 người (điều tra năm 1999, dân số không tính trùng)
| Xã                          | Dân số | Mã bưu chính | Mã insee |
| --------------------------- | ------ | ------------ | -------- |
| Alincourt                   | 78     | 08310        | 08005    |
| Annelles                    | 118    | 08310        | 08014    |
| Aussonce                    | 157    | 08310        | 08032    |
| Bignicourt                  | 64     | 08310        | 08066    |
| Le Châtelet-sur-Retourne    | 528    | 08300        | 08111    |
| Juniville                   | 844    | 08310        | 08239    |
| Ménil-Annelles              | 119    | 08310        | 08286    |
| Ménil-Lépinois              | 92     | 08310        | 08287    |
| Neuflize                    | 609    | 08300        | 08314    |
| La Neuville-en-Tourne-à-Fuy | 362    | 08310        | 08320    |
| Perthes                     | 277    | 08300        | 08339    |
| Tagnon                      | 743    | 08300        | 08435    |
| Ville-sur-Retourne          | 88     | 08310        | 08484    |

## Thông tin nhân khẩu
| 1962                                                     | 1968  | 1975  | 1982  | 1990  | 1999  |
| -------------------------------------------------------- | ----- | ----- | ----- | ----- | ----- |
| 3 899                                                    | 4 175 | 3 848 | 3 885 | 4 128 | 4 079 |
| Nombre retenu à partir de 1962 : dân số không tính trùng |       |       |       |       |       |